# Michael Burleigh
Michael Burleigh (Londra, 3 aprile 1955) è uno scrittore e storico britannico.

## Biografia
Nato a Londra nel 1955, vi risiede con la moglie Linden Burleigh
Ha studiato storia moderna e medievale all'University College di Londra e ha conseguito un dottorato di ricerca in storia medievale al Bedford College.
Apprezzato storico, ha analizzato gli eventi dalla Rivoluzione francese ai giorni nostri concentrando i suoi studi sul Nazionalsocialismo al quale ha dedicato la maggior parte dei suoi saggi ed è stato insignito nel 2012 del Premio Nonino "Maestro del nostro tempo".
Vincitore nel 2001 del Baillie Gifford Prize con Il Terzo Reich: una nuova storia, ha insegnato per un ventennio a Oxford, alla London School of Economics and Political Science e all'Università di Cardiff prima di abbandonare l'insegnamento.
Giornalista per il Daily Mail, ricopre l'incarico di amministratore delegato della compagnia "Sea Change Partners" impegnata sull'analisi dei rischi geo-politici globali.

## Opere principali

### Saggi
- Prussian Society and the German Order (1984)
- Germany Turns Eastwards: A Study of Ostforschung in the Third Reich (1988)
- Lo stato razziale: Germania 1933-1945 con Wolfgang Wippermann (The Racial State: Germany 1933–1945, 1991), Milano, Rizzoli, 1992 traduzione di Orsola Fenghi ISBN 88-17-33362-X.
- Death and Deliverance: Euthanasia in Germany 1900–1945 (1994)
- Ethics and Extermination: Reflections on Nazi Genocide (1997)
- Confronting the Nazi Past (1995)
- Il Terzo Reich: una nuova storia (The Third Reich: A New History, 2000), Milano, Rizzoli, 2003 traduzione di Carlo Capararo, Stefano Galli e Maddalena Mendolicchio ISBN 88-17-87212-1.
- Earthly Powers: Religion and Politics in Europe from the French Revolution to the Great War (2005)
- In nome di Dio: religione, politica e totalitarismo da Hitler ad Al Qaeda (Sacred Causes: Religion and Politics from the European Dictators to Al Qaeda, 2006), Milano, Rizzoli, 2007 traduzione di Alessandro Pandolfi e Massimo Scaglione ISBN 978-88-17-01722-0.
- Blood and Rage: A Cultural History of Terrorism (2008)
- Moral Combat: A History of World War II (2010)
- La genesi del mondo contemporaneo: il crollo degli imperi coloniali 1945-1965 (Small Wars, Far Away Places: The Genesis of the Modern World 1945–65, 2013), Milano, Feltrinelli, 2014 traduzione di Fiorenza Conte ISBN 978-88-07-11135-8.

## Premi e riconoscimenti
- Baillie Gifford Prize: 2001 vincitore con Il Terzo Reich: una nuova storia
- Premio Nonino "Maestro del nostro tempo": 2012